# Evermore Darkly
Evermore Darkly är en EP av det brittiska extrem metal-bandet Cradle of Filth, utgiven den 18 oktober 2011. EP:n innehåller bland annat två nya låtar, "Transmission from Hell" och "Thank Your Lucky Scars", samt "Summer Dying Fast" (från The Principle of Evil Made Flesh, omarbetad på Bitter Suites to Succubi). 
Med EP:n bifogas en DVD som innehåller en dokumentär, en konsert från Graspop den 25 juni 2011 och promotionvideon till "Lilith Immaculate".

## Låtlista

### Evermore Darkly CD
1. "Transmission from Hell" – 2:05
2. "Thank Your Lucky Scars" – 4:53
3. "Forgive Me Father (I Have Sinned)" (Elder Version) – 4:22
4. "Lilith Immaculate" (Extended Length) – 8:03
5. "The Persecution Song" (Elder Version) – 5:36
6. "Forgive Me Father (I'm in a Trance)" – 6:29
7. "The Spawn of Love and War" (Elder Version) – 6:21
8. "Summer Dying Fast" ("Midnight in the Labyrinth" breadcrumb trail) – 5:22

### Venus Diversa DVD
1. "Humana Inspired to Nightmare" (Live)
2. "Heaven Torn Asunder" (Live)
3. "Honey and Sulphur" (Live)
4. "Lilith Immaculate" (Live)
5. "Her Ghost in the Fog" (Live)
6. "Nymphetamine (Fix)" (Live)
7. "The Principle of Evil Made Flesh" (Live)
8. "Ebony Dressed for Sunset" (Live)
9. "The Forest Whispers My Name" (Live)
10. "Cruelty Brought Thee Orchids" (Live)
11. "From the Cradle to Enslave" (Live)
12. "Lilith Immaculate" (Music Video) – 6:14
13. "You Can't Polish a Turd... But You Can Roll It in Glitter" (Rockumentary) – 42:00